# Загорцев Володимир Миколайович
Володимир Миколайович Загорцев (27 жовтня 1944, Київ — 30 листопада 2010) — український композитор, один з представників Київського авангарду, один з останніх учнів Бориса Лятошинського. Лауреат премії ім. Бориса Лятошинського (1967).
Професійне музичне навчання розпочав у 15-річному віці (педагоги: Ф. Каліхман, фортепіано і О. Губерман, теорія музики), а за три роки вступив у Київську консерваторію (1962; педагоги з композиції: Борис Лятошинський, згодом Андрій Штогаренко). З 1968 року член Спілки композиторів. Протягом 1968—1974 був редактором у видавництві «Музична Україна».
У 1970-80-х роках його твори активно виконувалися на Заході. Зокрема, у січні 1980 р. Нью-Йоркський філармонійний оркестр виконав його «Градації» (диригент — Зубін Мета).

## Творчість
Вагоме місце в доробку Загорцева займають камерні концерти — загалом 9, з яких перший написаний у 1981 р., останній — у 2004 р. Усі концерти за винятком № 7 написані для струнного оркестру з різним складом солістів і є одночастинними. Також він є автором 5 симфоній, Скрипкового концерту (2007), Концерту для оркестру «Творчість» (2010), опери «Долорес» (1980—1983), «Градацій» для оркестру (1966).
Починаючи з 1968 року його музика виконувалася в багатьох містах світу: Нью-Йорку, Бостоні, Берліні, Лас-Вегасі, Лондоні, Загребі, Братиславі. Постійний учасник таких фестивалів нової музики, як «Прем'єри сезону», «Київ-Музік-Фест» та інші.
Фортепіанна творчість Загорцева охоплює, серед іншого, дві сонати (1979—1981 і 1999—2000), «Ритми» (1967/1969, тут композитор застосовує додекафонну техніку), «Три епітафії» (1998). Також автор цілого ряду камерних творів.
У творчості Загорцева виділяють два основні періоди — ранній, у якому композитор взаємодіяв із естетикою першої і другої хвилі авангарду, і період після кількарічної перерви в композиції (яка тривала приблизно з 1972 до 1976), де «ансамблева фактура стає більш економною, співзвуччя керуються ясним принципом акордовості, а регулярна повторюваність мелодичних, гармонічних і ритмічних структур не лише не обминається, але й послідовно експлуатується як нормативний композиційний елемент» (Олексій Войтенко).